# Liparetrus merredinensis
Liparetrus merredinensis är en skalbaggsart som beskrevs av Britton 1980. Liparetrus merredinensis ingår i släktet Liparetrus och familjen Melolonthidae. Inga underarter finns listade i Catalogue of Life.